# Saxifraga sinomontana
Saxifraga sinomontana är en stenbräckeväxtart som beskrevs av J. T. Pan och Gornall. Saxifraga sinomontana ingår i Bräckesläktet som ingår i familjen stenbräckeväxter. Utöver nominatformen finns också underarten S. s. amabilis.